# Réserve naturelle régionale des coteaux du Fel
La réserve naturelle régionale des coteaux du Fel (RNR227) est une réserve naturelle régionale située en Occitanie. Classée en 2011, sur une surface de 81 hectares, elle occupe, depuis 2022, 123 hectares et protège un ensemble de milieux secs en aval de la confluence entre le Lot et la Truyère.

## Localisation

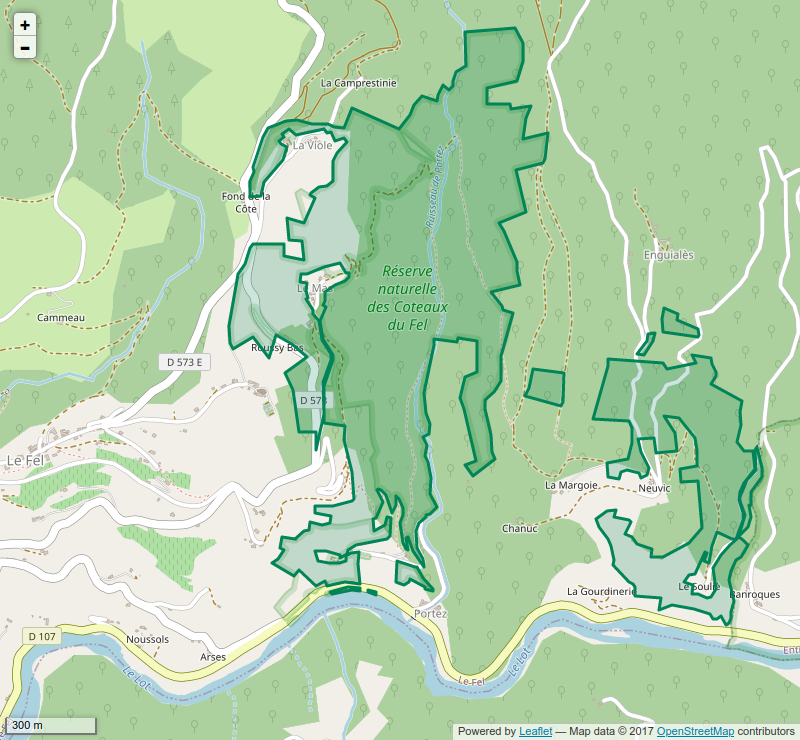
Périmètre de la réserve naturelle.

Le territoire de la réserve naturelle se situe dans le nord du département de l'Aveyron, sur la commune du Fel. 
Il occupe une zone de protection renforcée de 96,36 ha sur le versant d'exposition ouest de la vallée et une zone de protection de 27,02 hectares sur le versant d'exposition sud de la vallée du Lot.

## Histoire du site et de la réserve
Le projet de réserve naturelle a été initié en 2002, à la suite de la découverte d'un lézard ocellé. La délibération de classement est intervenue en 2011, pour une période de 10 ans. Toutefois, malgré le retrait d'un propriétaire foncier en 2020, la commune du Fel, les propriétaires engagés, ainsi que d'autres propriétaires limitrophes, ont renouvelé la demande de classement, pour une durée illimitée.

## Écologie (biodiversité, intérêt écopaysager…)
On trouve sur le site différents milieux : bois de châtaigniers, prairies, chênaies, landes, vignes…

### Flore
Le Chêne et le Châtaignier dominent les boisements. On trouve également sur le site la Dorine à feuilles opposées, la Callune vulgaire, la Fougère aigle et le Genêt à balais.

### Faune
Parmi les espèces remarquables figurent le Lézard ocellé, le muscardin,  le chat forestier, l'Engoulevent d'Europe, le cordulégastre bidenté, le pouillot siffleur, le Triton marbré, la Pie-grièche écorcheur, le Circaète Jean-le-Blanc et quelques espèces de chauves-souris (Barbastelle d’Europe, Petit rhinolophe, Murin à oreilles échancrées).

## Intérêt touristique et pédagogique
L'accès à la réserve naturelle est libre en utilisant les chemins balisés et en respectant la réglementation.

## Administration, plan de gestion, règlement
La réserve naturelle est gérée par la délégation territoriale Aveyron de la Ligue pour la protection des oiseaux.

### Outils et statut juridique
La réserve naturelle a été créée par une délibération du 10 février 2011, et renouvelée par une délibération du 21 octobre 2022.